# Alain-François Le Borgne de Keruzoret
Alain-François Le Borgne, seigneur de Kerusoret (ou Keruzoret), né vers 1706 sans doute en Bretagne et décédé à Brest le 12 mai 1771, est un officier de marine français du XVIIIe siècle. Il termine sa carrière avec le grade de chef d'escadre des armées navales.

## Biographie

### Origines et famille
Alain-François Le Borgne de Kerusoret descend d'une famille de la noblesse bretonne. Il est le fils d'Alain-Louis Le Borgne et de dame Marie-Anne de Coëtlosquet. Il descend par sa mère de la famille du Coëtlosquet, originaire du Finistère. Ses parents se marient le 22 décembre 1691. Il pourrait être né à Plouvorn le 25 mars 1699. Il aurait pour parrain Alain du Coëtlosquet et pour marraine Anne Le Borgne de Breiseillac.

### Carrière dans la Marine du Roi
Il entre dans la Marine royale, il intègre une compagnie de Gardes de la Marine au département de Brest en 1722. Il est promu successivement enseigne de vaisseau en 1727 puis lieutenant de vaisseau en 1738. Il est fait chevalier de l'ordre royal et militaire de Saint-Louis en 1742. En 1745, il commande La Panthère, qui est capturée par un vaisseau anglais de 60 canons. Il reçoit une commission de capitaine de vaisseau en 1748.
En 1752, il reçoit le commandement de L’Émeraude et est envoyé en poste à Saint-Domingue. Sur place, il se charge de quelques opérations hydrographiques sur l'île.
Le 24 juillet 1757, il épouse Marie-Jacquette de Kerouartz (9 mars 1737-7 juillet 1796). Un an après sa mort, sa veuve se remarie, le 24 février 1772, avec le comte d'Hector, Lieutenant général des armées navales et Commandant de la Marine à Brest.
Le Borgne de Kerusoret quitte Brest le 6 mars 1758, à la tête d'une division composée d'un vaisseau de 74 canons, deux frégates et une corvette, afin d'escorter des convois de navires marchands destinés à ravitailler les îles françaises des Antilles. Ces bateaux portaient des munitions et des habillements pour les troupes. Les Anglais continuaient de bloquer Saint-Domingue. Le 24 mars 1758, il reçoit une pension de 800 livres sur l'Ordre de Saint-Louis.
Sur place, pourtant on n'était pas resté inactif. Dès septembre 1758, la petite flotte des Antilles placée aux ordres de Le Borgne de Kerusoret et de Bidé de Maurville s'était montrée devant Saint-Domingue pour intimider les Anglais, avant que Pitt ne décide d'envoyer une flotte de 20 vaisseaux de ligne et des renforts de 8 000 hommes de troupe.
Il est promu chef d'escadre des armées navales le 1er octobre 1764. Il meurt à Brest le 12 mars 1771, âgé de 65 ans environ, dont 49 passés au service (de 1722 a 1771).

### Sources et bibliographie
- Bulletin de la Société Académique de Brest, 1890, [lire en ligne], p. 237
- Mercure de France, 1764, [lire en ligne],
- Médéric Louis Elie Moreau de Saint-Méry, Description topographique, physique, civile, politique et historique de la partie française de l'isle Saint Domingue, Vol. 3, Société de l'histoire des colonies françaises, 1958, 1565 pages, [lire en ligne], p. 1512 ;
- Michel Vergé-Franceschi, Les officiers généraux de la Marine Royale (1715-1774) : origines, conditions, services, Librairie de l'Inde, 1990, 383 p., p. 95 ;
- Jean Meyer et Martine Acerra, État, marine et société, Presses de l'Université de Paris-Sorbonne, 1995, 463 p., p. 418.